# Deklaracja nieśmiertelności
Deklaracja nieśmiertelności – krótkometrażowy dokumentalny film górski z 2010 roku w reżyserii i według scenariusza Marcina Koszałki. Jego światowa premiera odbyła się 3 czerwca 2010 w czasie Krakowskiego Festiwalu Filmowego w kinie „Kijów”. Premiera telewizyjna miała miejsce 31 października 2011 w TVP1 w cyklu Czas na dokument.
Tytuł filmu odwołuje się do nazwy drogi wspinaczkowej, jednej z najtrudniejszych, jakie poprowadził bohater filmu Piotr Korczak w Jaskini Mamutowej pod Krakowem.

## Temat filmu
Bohaterem Deklaracji nieśmiertelności jest wspinacz Piotr „Szalony” Korczak. Reżyser skupia się na schyłku kariery wspinacza, „kiedy już nie jest mistrzem, kiedy się postarzał”. Koszałka prowokuje jednocześnie Korczaka do refleksji nad tym, jak będzie wyglądało jego życie, gdy nie będzie mógł już się wspinać.
Korczak w jednym z wywiadów twierdził: „Do samej koncepcji wniosłem sporo. Nie było jakiegoś ustalonego scenariusza, film powstawał na planie, w trakcie kręcenia. Do samego końca walczyliśmy o jego ostateczny kształt”. Korczak opowiadał, że film stawia szczególną tezę: „wspinanie jest pewną sztuczną rzeczywistością, podobnie jak wszystko to, co wynika z kultury ludzkiej. Sport jest elementem kultury, jest rodzajem artefaktu. Czegoś, co tak naprawdę nie jest nam niezbędne do przetrwania”.

## Produkcja

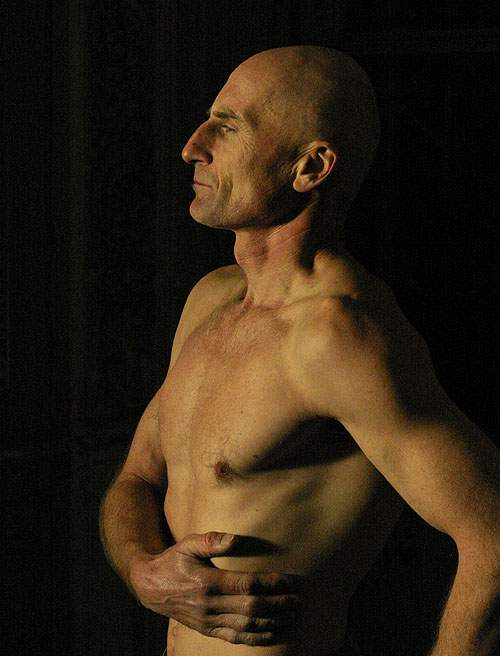
Piotr Korczak, bohater filmu

Deklaracja nieśmiertelności została wyprodukowana przez Telewizję Polską, a współfinansowały ją Polski Instytut Sztuki Filmowej oraz Wydział Radia i Telewizji Uniwersytetu Śląskiego.
Zdjęcia do filmu rozpoczęły się w kwietniu 2007, a zakończyły w kwietniu 2010 roku. Były one kręcone na terenie Tatr polskich i słowackich (w 2008 na Mnichu i w 2009 w Dolinie Białej Wody) oraz w Krakowie i okolicach: na krakowskim Zakrzówku, w Szkieletorze, w części wspinaczkowej Korony Kraków, w Jaskini Mamutowej i w Pałacu Potockich w Krzeszowicach oraz w Prokocimiu i w Nowej Hucie.

## Odbiór
Deklaracja nieśmiertelności została dobrze przyjęta przez krytyków filmowych. Magda Mielke z magazynu filmowego Cinerama pisała, że „Koszałka ukazuje uniwersalną potrzebę pokonywania czasu poprzez pasję. Refleksje bohatera filmu dotyczące duchowej strony aktywności fizycznej wytwarzają także wnioski dotyczące natury rejestrowania rzeczywistości”. Zdaniem Jerzego Armaty film wyróżnia się „wyrafinowaną warstwą wizualną, nawiązującą do słynnych filmów Bogdana Dziworskiego”. Darek Kuźma w recenzji twórczości Koszałki dla Onetu stwierdzał, że Deklaracja nieśmiertelności – tak jak inne filmy reżysera – daje szczególną receptę na udane życie: „uznanie swego przyszłego końca, pogodzenie się z tą myślą i próbowanie wypełniania pozostałego czasu na rzeczy, które mogą się liczyć”.

## Nagrody
Deklaracja nieśmiertelności była niejednokrotnie prezentowana i nagradzana na festiwalach filmowych. W 2011 dokument Koszałki był drugim polskim filmem dokumentalnym co do liczby nagród otrzymanych na międzynarodowych konkursach i czwartym wśród najczęściej prezentowanych na międzynarodowych imprezach filmowych.
| Rok  | Festiwal/rozdanie nagród                                                          | Nagroda                                                             |
| ---- | --------------------------------------------------------------------------------- | ------------------------------------------------------------------- |
| 2010 | Krakowski Festiwal Filmowy                                                        | Nagroda Prezesa Stowarzyszenia Filmowców Polskich                   |
| 2010 | Krakowski Festiwal Filmowy                                                        | Nagroda Jury Studentów miasta Krakowa                               |
| 2010 | Krakowski Festiwal Filmowy                                                        | Nagroda Publiczności                                                |
| 2010 | Spotkania z Filmem Górskim (Zakopane)                                             | Nagroda Publiczności                                                |
| 2010 | Spotkania z Filmem Górskim (Zakopane)                                             | Wyróżnienie Specjalne Jury                                          |
| 2010 | Krakowski Festiwal Górski                                                         | II Nagroda w Międzynarodowym Konkursie Filmowym                     |
| 2010 | Krakowski Festiwal Górski                                                         | Nagroda Publiczności                                                |
| 2011 | Międzynarodowy Festiwal Filmów Krótkometrażowych w Tampere                        | Dyplom honorowy                                                     |
| 2011 | Międzynarodowy Festiwal Filmowy w Chicago                                         | Srebrny Hugo w kategorii najlepszy film dokumentalny                |
| 2011 | Trydencki Festiwal Filmowy                                                        | Nagroda Główna „Srebrna Gencjana”                                   |
| 2011 | Gdańsk DocFilm Festival „Godność i Praca” (Gdańsk)                                | Wyróżnienie                                                         |
| 2011 | Międzynarodowy Festiwal Filmowy w Karlowych Warach                                | Nagroda dla najlepszego filmu dokumentalnego do 30 minut            |
| 2011 | Międzynarodowy Festiwal Filmów Krótkometrażowych „Opera Prima en Corto” (Granada) | I Nagroda w kategorii: film eksperymentalny                         |
| 2011 | Międzynarodowy Festiwal Filmów Górskich w Grazu                                   | Nagroda „Camera Alpin in Gold” dla najlepszego filmu wspinaczkowego |
| 2011 | Festiwal Filmów Krótkometrażowych w Bolzano                                       | Nagroda Specjalna Jury w konkursie Global Vision                    |
| 2011 | Międzynarodowy Festiwal Filmowy „Bristol Encounters”                              | Nagroda dla najlepszego filmu dokumentalnego                        |
| 2012 | Międzynarodowy Festiwal Filmów Górskich w Vancouver                               | Nagroda dla najlepszego filmu wspinaczkowego                        |
| 2012 | Międzynarodowy Festiwal Filmów Górskich i Przygody „Hory a Mesto” (Bratysława)    | Nagroda V4                                                          |
| 2012 | Międzynarodowy Festiwal Filmów Górskich w Domzale                                 | Nagroda dla najlepszego filmu wspinaczkowego                        |
| 2012 | Międzynarodowy Festiwal Filmów Górskich w Teplicach nad Metuji                    | Nagroda Główna                                                      |
| 2012 | Przegląd Filmów Górskich im. Andrzeja Zawady                                      | Nagroda w kategorii: Kultura, człowiek, ekologia                    |
| 2012 | Festiwal Filmów o Górach w Popradzie                                              | Grand Prix                                                          |